# 1. Frauenfußballclub Turbine Potsdam 71 2021-2022
Questa voce raccoglie le informazioni riguardanti la sezione di calcio femminile del 1. Frauenfußballclub Turbine Potsdam 71 nelle competizioni ufficiali della stagione 2021-2022.

## Stagione
Il Turbine Potsdam apre la stagione con l'avvicendamento sulla panchina della squadra, con Matthias Rudolph che dopo quattro stagioni con la società di Potsdam lascia l'incarico al subentrante Sofian Chahed, alla sua prima esperienza alla guida di una squadra di calcio femminile.

## Maglie e sponsor
Lo sponsor principale è Allgemeine Ortskrankenkasse (AOK).
|  | Casa | Trasferta |

## Rosa
Rosa, ruoli e numeri di maglia come da sito ufficiale, aggiornata al 12 maggio 2022.
| N. |                      | Ruolo | Calciatrice            |
| -- | -------------------- | ----- | ---------------------- |
| 1  | Slovenia (bandiera)  | P     | Zala Meršnik           |
| 2  | Slovenia (bandiera)  | D     | Sara Agrež             |
| 6  | Austria (bandiera)   | C     | Maria Plattner         |
| 7  | Germania (bandiera)  | C     | Lena Uebach            |
| 8  | Polonia (bandiera)   | D     | Małgorzata Mesjasz     |
| 10 | Danimarca (bandiera) | A     | Karoline Smidt Nielsen |
| 11 | Germania (bandiera)  | C     | Dina Orschmann         |
| 13 | Germania (bandiera)  | D     | Isabel Kerschowski     |
| 14 | Germania (bandiera)  | A     | Sophie Weidauer        |
| 15 | Austria (bandiera)   | C     | Marie Höbinger         |
| 16 | Germania (bandiera)  | C     | Luca Maria Graf        |
| 17 | Germania (bandiera)  | A     | Viktoria Schwalm       |
| 18 | Germania (bandiera)  | C     | Gina Chmielinski       |
| 19 | Germania (bandiera)  | D     | Lara Schmidt           |
| 20 | Germania (bandiera)  | D     | Bianca Schmidt         |

| N. |                      | Ruolo | Calciatrice       |
| -- | -------------------- | ----- | ----------------- |
| 21 | Germania (bandiera)  | C     | Anna Gerhardt     |
| 22 | Germania (bandiera)  | A     | Nina Ehegötz      |
| 23 | Francia (bandiera)   | D     | Teninsoun Sissoko |
| 24 | Danimarca (bandiera) | C     | Karen Holmgaard   |
| 25 | Germania (bandiera)  | A     | Melissa Kössler   |
| 26 | Danimarca (bandiera) | D     | Sara Holmgaard    |
| 28 | Germania (bandiera)  | C     | Merle Barth       |
| 29 | Germania (bandiera)  | A     | Selina Cerci      |
| 30 | Germania (bandiera)  | P     | Vanessa Fischer   |
| 41 | Germania (bandiera)  | P     | Anna Wellmann     |
|    | Slovenia (bandiera)  | A     | Adrijana Mori     |
|    | Germania (bandiera)  | A     | Pauline Deutsch   |
|    | Israele (bandiera)   | D     | Irena Kuznezov    |
|    | Germania (bandiera)  | D     | Wibke Meister     |
|    | Nigeria (bandiera)   | A     | Onyinyechi Zogg   |

## Calciomercato

### Sessione estiva
| Acquisti | Acquisti           | Acquisti         | Acquisti   |
| R.       | Nome               | da               | Modalità   |
| -------- | ------------------ | ---------------- | ---------- |
| P        | Anna Wellmann      | Bayer Leverkusen | definitivo |
| D        | Teninsoun Sissoko  | Fleury           | definitivo |
| C        | Isabel Kerschowski | Bayer Leverkusen | definitivo |

| Cessioni | Cessioni          | Cessioni                 | Cessioni    |
| R.       | Nome              | a                        | Modalità    |
| -------- | ----------------- | ------------------------ | ----------- |
| P        | Jamie Gerstenberg | Indiana Hoosiers         | definitivo  |
| D        | Johanna Elsig     | Montpellier              | definitivo  |
| D        | Mieke Schiemann   | Penn State Nittany Lions | definitivo  |
| D        | Bianca Schmidt    | Rosengård                | definitivo  |
| C        | Adrijana Mori     | Carl Zeiss Jena          | in prestito |

### Sessione invernale
| Acquisti | Acquisti        | Acquisti         | Acquisti   |
| R.       | Nome            | da               | Modalità   |
| -------- | --------------- | ---------------- | ---------- |
| D        | Irena Kuznezov  | Ramat HaSharon   | definitivo |
| D        | Wibke Meister   | Sporting Lisbona | definitivo |
| A        | Onyinyechi Zogg | Soyaux           | definitivo |
| A        | Adrijana Mori   | Carl Zeiss Jena  | definitivo |

| Cessioni | Cessioni     | Cessioni | Cessioni |
| R.       | Nome         | a        | Modalità |
| -------- | ------------ | -------- | -------- |
| D        | Lara Schmidt | Basilea  | [ 7 ]    |

## Risultati

### Frauen-Bundesliga

#### Girone di andata
| Arbitro: | Derlin (Bad Schwartau) |

|                           |           |  |
| Pajor 17’, 58’ Wolter 87’ | Marcatori |  |

| Arbitro: | Wildfeuer (Lubecca) |

|                                                              |           |  |
| S. Holmgaard 32’ Plattner 40’ Höbinger 42’, 55’ Weidauer 87’ | Marcatori |  |

| Arbitro: | Joos (Leinfelden-Echterdingen) |

|                          |           |  |
| Wieder 78’ Nikolić 90+1’ | Marcatori |  |

| Arbitro: | Schwermer (Rieder) |

|                             |           |                           |
| Weidauer 54’ Cerci 70’, 86’ | Marcatori | 6’ Baijings 56’ Berentzen |

| Arbitro: | Duske (Leverkusen) |

|                                                        |           |  |
| Weidauer 3’ Ehegötz 10’, 37’ Chmielinski 16’ Cerci 90’ | Marcatori |  |

| Arbitro: | Rafalski (Baunatal) |

|  |           |             |
|  | Marcatori | 34’ Kössler |

| Arbitro: | Hölscher (Ihlow) |

|                          |           |            |
| Weidauer 40’ Kössler 90’ | Marcatori | 29’ Fölmli |

| Arbitro: | Schwermer (Rieder) |

|              |           |                            |
| Moorrees 22’ | Marcatori | 59’ Cerci 72’, 88’ Kössler |

| Arbitro: | Duske (Leverkusen) |

|                           |           |                                       |
| Cerci 8’, 70’ Kössler 14’ | Marcatori | 46’ Steinert 84’ De Caigny 90’ Bühler |

| Arbitro: | Wacker (Marbach am Neckar) |

|                                            |           |                                    |
| Prašnikar 2’ Anyomi 10’ Mesjasz 29’ (aut.) | Marcatori | 1’ Kössler 16’ Cerci 85’ Orschmann |

| Arbitro: | Wildfeuer (Lubecca) |

|           |           |                  |
| Cerci 30’ | Marcatori | 49’ (rig.) Gwinn |

#### Girone di ritorno
| Arbitro: | Söder (Ingolstadt) |

|  |           |                              |
|  | Marcatori | 3’ Lattwein 22’, 82’ Waßmuth |

| Arbitro: | Schwermer (Rieder) |

|  |           |                                                          |
|  | Marcatori | 3’, 48’, 67’ Cerci 56’ Mesjasz 66’ Sissoko 80’ Orschmann |

| Arbitro: | Michel (Gau-Odernheim) |

|                                                         |           |                        |
| Orschmann 70’ Chmielinski 73’ Kössler 85’ Ehegötz 90+3’ | Marcatori | 31’ Wieder 52’ Nikolić |

| Arbitro: | Derlin (Bad Schwartau) |

|  |           |                                                           |
|  | Marcatori | 5’ Orschmann 17’ K. Holmgaard 20’ Weidauer 29’, 53’ Cerci |

| Arbitro: | Duske (Leverkusen) |

|  |           |                                                                    |
|  | Marcatori | 10’ (rig.) Agrež 32’ (aut.) Borbe 39’, 53’ Chmielinski 79’ Kössler |

| Arbitro: | Heidenreich (Sereetz) |

|                              |           |  |
| Kössler 52’ S. Holmgaard 81’ | Marcatori |  |

| Friburgo in Brisgovia 25 marzo 2022, ore 18:00 CET 18ª giornata | Friburgo                       | 0 – 0 referto | Turbine Potsdam | Schwarzwald-Stadion (1 200 spett.)\| Arbitro: \| Joos (Leinfelden-Echterdingen) \| |
| Arbitro:                                                        | Joos (Leinfelden-Echterdingen) |               |                 |                                                                                    |

| Arbitro: | Appelmann (Alzey) |

|                          |           |  |
| Mesjasz 27’ Weidauer 39’ | Marcatori |  |

| Arbitro: | Wacker (Marbach am Neckar) |

|           |           |                           |
| Hagel 41’ | Marcatori | 65’ Kössler 68’ Orschmann |

| Arbitro: | Söder (Ingolstadt) |

|  |           |                           |
|  | Marcatori | 72’ Prašnikar 80’ Hanshaw |

| Arbitro: | Heimann (Gladbeck) |

|                                                        |           |  |
| Damnjanović 4’, 42’ Bühl 14’ Dallmann 34’ Schüller 88’ | Marcatori |  |

### DFB-Pokal
| Arbitro: | Heidenreich (Sereetz) |

|              |           |                                             |
| Rathmann 65’ | Marcatori | 6’, 35’, 53’ Cerci 36’ Weidauer 73’ Ehegötz |

| Arbitro: | Derlin (Bad Schwartau) |

|                        |           |  |
| Höbinger 53’ Cerci 88’ | Marcatori |  |

| Arbitro: | Heidenreich (Sereetz) |

|  |           |                                                                                        |
|  | Marcatori | 9’ Orschmann 18’ Barth 22’ Kössler 24’ Cerci 30’ Weidauer 86’ Plattner 90’ Chmielinski |

| Arbitro: | Hussein (Bad Harzburg) |

|                                       |                      |                                                 |
| Blagojević 66’ (rig.)                 | Marcatori            | 83’ (rig.) Kerschowski                          |
| Kögel Zeller Nikolić Siems Blagojević | Tiri di rigore 3 – 4 | Kössler Kerschowski K. Holmgaard Weidauer Agrež |

| Arbitro: | Wacker (Lehrensteinsfeld) |

|                                      |           |  |
| Pajor 11’, 33’ Roord 43’ Janssen 69’ | Marcatori |  |

## Statistiche

### Statistiche di squadra
| Competizione         | Punti | In casa | In casa | In casa | In casa | In casa | In casa | In trasferta | In trasferta | In trasferta | In trasferta | In trasferta | In trasferta | Totale | Totale | Totale | Totale | Totale | Totale | DR  |
| Competizione         | Punti | G       | V       | N       | P       | Gf      | Gs      | G            | V            | N            | P            | Gf           | Gs           | G      | V      | N      | P      | Gf     | Gs     | DR  |
| -------------------- | ----- | ------- | ------- | ------- | ------- | ------- | ------- | ------------ | ------------ | ------------ | ------------ | ------------ | ------------ | ------ | ------ | ------ | ------ | ------ | ------ | --- |
| Frauen Bundesliga    | 43    | 11      | 7       | 2       | 2       | 27      | 14      | 11           | 6            | 2            | 3            | 31           | 15           | 22     | 13     | 4      | 5      | 52     | 29     | +23 |
| DFB-Pokal der Frauen | -     | 1       | 1       | 0       | 0       | 2       | 0       | 3            | 2            | 1            | 0            | 13           | 2            | 4      | 3      | 1      | 0      | 15     | 2      | +13 |
| Totale               | -     | 12      | 8       | 2       | 2       | 29      | 14      | 14           | 8            | 3            | 3            | 44           | 17           | 26     | 16     | 5      | 5      | 67     | 31     | +36 |

### Andamento in campionato
| Giornata  | 1  | 2 | 3 | 4 | 5 | 6 | 7 | 8 | 9 | 10 | 11 | 12 | 13 | 14 | 15 | 16 | 17 | 18 | 19 | 20 | 21 | 22 |
| --------- | -- | - | - | - | - | - | - | - | - | -- | -- | -- | -- | -- | -- | -- | -- | -- | -- | -- | -- | -- |
| Luogo     | T  | C | C | T | C | T | C | T | C | T  | C  | C  | T  | C  | T  | T  | C  | T  | C  | T  | C  | T  |
| Risultato | P  | V | P | V | V | V | V | V | N | N  | N  | P  | V  | V  | V  | V  | V  | N  | V  | V  | P  | P  |
| Posizione | 10 | 6 | 7 | 6 | 6 | 6 | 5 | 5 | 5 | 5  | 5  | 5  | 5  | 5  | 5  | 4  | 3  | 3  | 3  | 3  | 3  | 4  |

Legenda:

Luogo: C = Casa; T = Trasferta. Risultato: V = Vittoria; N = Pareggio; P = Sconfitta.

### Statistiche delle giocatrici
| Giocatore        | Frauen-Bundesliga | Frauen-Bundesliga | Frauen-Bundesliga | Frauen-Bundesliga | DFB-Pokal der Frauen | DFB-Pokal der Frauen | DFB-Pokal der Frauen | DFB-Pokal der Frauen | Totale   | Totale | Totale      | Totale     |
| Giocatore        | Presenze          | Reti              | Ammonizioni       | Espulsioni        | Presenze             | Reti                 | Ammonizioni          | Espulsioni           | Presenze | Reti   | Ammonizioni | Espulsioni |
| ---------------- | ----------------- | ----------------- | ----------------- | ----------------- | -------------------- | -------------------- | -------------------- | -------------------- | -------- | ------ | ----------- | ---------- |
| S. Agrež         | 16                | 1                 | 3                 | 0                 | 3                    | 0                    | 0                    | 0                    | 19       | 1      | 3           | 0          |
| M. Barth         | 20                | 0                 | 2                 | 0                 | 4                    | 1                    | 0                    | 0                    | 24       | 1      | 2           | 0          |
| S. Cerci         | 15                | 13                | 2                 | 0                 | 3                    | 5                    | 0                    | 0                    | 18       | 18     | 2           | 0          |
| G. Chmielinski   | 19                | 4                 | 1                 | 0                 | 4                    | 1                    | 1                    | 0                    | 23       | 5      | 2           | 0          |
| P. Deutsch       | 1                 | 0                 | 0                 | 0                 | 1                    | 0                    | 0                    | 0                    | 2        | 0      | 0           | 0          |
| N. Ehegötz       | 13                | 3                 | 1                 | 0                 | 1                    | 1                    | 0                    | 0                    | 14       | 4      | 1           | 0          |
| V. Fischer       | 12                | -24               | 0                 | 0                 | -                    | -                    | -                    | -                    | 12       | -24    | 0           | 0          |
| A. Gerhardt      | 22                | 0                 | 2                 | 0                 | 3                    | 0                    | 2                    | 0                    | 25       | 0      | 4           | 0          |
| L. M. Graf       | 12                | 0                 | 0                 | 0                 | 2                    | 0                    | 0                    | 0                    | 14       | 0      | 0           | 0          |
| M-T. Höbinger    | 10                | 2                 | 1                 | 0                 | 2                    | 1                    | 0                    | 0                    | 12       | 3      | 1           | 0          |
| K. Holmgaard     | 19                | 0                 | 1                 | 1                 | 4                    | 0                    | 0                    | 0                    | 23       | 0      | 1           | 1          |
| S. Holmgaard     | 12                | 2                 | 1                 | 0                 | 3                    | 0                    | 0                    | 0                    | 15       | 2      | 1           | 0          |
| I. Kerschowski   | 17                | 0                 | 0                 | 0                 | 4                    | 1                    | 0                    | 0                    | 21       | 1      | 0           | 0          |
| M. Kössler       | 21                | 10                | 1                 | 0                 | 4                    | 1                    | 0                    | 0                    | 25       | 11     | 1           | 0          |
| I. Kuznetsov     | 4                 | 0                 | 0                 | 0                 | 1                    | 0                    | 0                    | 0                    | 5        | 0      | 0           | 0          |
| W. Meister       | 3                 | 0                 | 0                 | 0                 | -                    | -                    | -                    | -                    | 3        | 0      | 0           | 0          |
| Z. Meršnik       | -                 | -                 | -                 | -                 | -                    | -                    | -                    | -                    | -        | -      | -           | -          |
| M. Mesjasz       | 19                | 2                 | 1                 | 0                 | 3                    | 0                    | 0                    | 0                    | 22       | 2      | 1           | 0          |
| A. Mori          | -                 | -                 | -                 | -                 | -                    | -                    | -                    | -                    | -        | -      | -           | -          |
| D. Orschmann     | 21                | 5                 | 0                 | 0                 | 3                    | 1                    | 0                    | 0                    | 24       | 6      | 0           | 0          |
| M. Plattner      | 20                | 1                 | 1                 | 0                 | 4                    | 1                    | 0                    | 0                    | 24       | 2      | 1           | 0          |
| L. Schmidt       | 3                 | 0                 | 0                 | 0                 | -                    | -                    | -                    | -                    | 3        | 0      | 0           | 0          |
| V. Schwalm       | 1                 | 0                 | 0                 | 0                 | -                    | -                    | -                    | -                    | 1        | 0      | 0           | 0          |
| T. Sissoko       | 20                | 1                 | 0                 | 0                 | 3                    | 0                    | 0                    | 0                    | 23       | 1      | 0           | 0          |
| K. Smidt Nielsen | -                 | -                 | -                 | -                 | -                    | -                    | -                    | -                    | -        | -      | -           | -          |
| L. Uebach        | -                 | -                 | -                 | -                 | -                    | -                    | -                    | -                    | -        | -      | -           | -          |
| S. Weidauer      | 20                | 6                 | 3                 | 0                 | 4                    | 2                    | 1                    | 0                    | 24       | 8      | 4           | 0          |
| A. Wellmann      | 10                | -5                | 0                 | 0                 | 4                    | -2                   | 0                    | 0                    | 14       | -7     | 0           | 0          |
| O. Zogg          | 2                 | 0                 | 0                 | 0                 | 1                    | 0                    | 0                    | 0                    | 3        | 0      | 0           | 0          |